# Belgische kampioenschappen atletiek 1936
In 1936 werden de Belgische kampioenschappen atletiek Alle Categorieën voor mannen gehouden op 5 en 12 juli in het Olympisch Stadion te Antwerpen. De 3000 m steeple vond op 30 augustus plaats in Schaarbeek.
Tijdens deze kampioenschappen verbeterde Jules Bosmans zijn Belgisch record op de 110 m horden tot 15,4 s, Henri Regemeutter dat van de 200 m horden tot 25,9 s en Pierre Bajart het Belgisch record van Frans Van der Steen op de 10.000 m tot 31.53,8
De kampioenschappen voor vrouwen werden op 19 juli gehouden in Schaarbeek.

## Uitslagen

### 100 m
| rang   | atleet          | prestatie |
| ------ | --------------- | --------- |
| Goud   | Dieudonné Guthy | 10,8 s    |
| Zilver | Félix Thelismar | 11,2 s    |
| Brons  | Alex Bourgaux   | 11,2 s    |

| rang   | atlete          | prestatie |
| ------ | --------------- | --------- |
| Goud   | Mimi Simon      | 13,8 s    |
| Zilver | Juliette Segers | op 25 cm  |
| Brons  | Anna Van Rossum | op 10 cm  |

### 200 m
| rang   | atleet           | prestatie |
| ------ | ---------------- | --------- |
| Goud   | Dieudonné Guthy  | 22,5 s    |
| Zilver | Félix Thelismar  | 23,0 s    |
| Brons  | Etienne Naessens | 23,3 s    |

| rang   | atlete          | prestatie |
| ------ | --------------- | --------- |
| Goud   | Juliette Segers | 28,0 s    |
| Zilver | Mimi Simon      | op 3 m    |
| Brons  | Anna Van Rossum |           |

### 400 m
| rang   | atleet        | prestatie |
| ------ | ------------- | --------- |
| Goud   | Jan Verhaert  | 50,0 s    |
| Zilver | Frans Prinsen | 50,1 s    |
| Brons  | Odon Dewincq  | 51,1 s    |

### 800 m
| rang   | atleet            | prestatie |
| ------ | ----------------- | --------- |
| Goud   | Jan Verhaert      | 1.59,4    |
| Zilver | Alfons Van Achten | 2.00,0    |
| Brons  | Ludo Vanderheyden | 2.00,4    |

| rang   | atlete           | prestatie |
| ------ | ---------------- | --------- |
| Goud   | Jeanne Pousset   | 2.35,2    |
| Zilver | Germaine Lormiez | op 10 m   |
| Brons  | Van Fraechem     |           |

### 1500 m
| rang   | atleet           | prestatie |
| ------ | ---------------- | --------- |
| Goud   | René Geeraert    | 4.04,6    |
| Zilver | Joseph Mostert   | 4.05,8    |
| Brons  | Cyrille De Vuyst | 4.16,0    |

### 5000 m
| rang   | atleet          | prestatie |
| ------ | --------------- | --------- |
| Goud   | Oscar Van Rumst | 15.29,4   |
| Zilver | Pierre Bajart   | 15.39,0   |
| Brons  | Victor Honorez  | 15.45,0   |

### 10.000 m
| rang   | atleet              | prestatie    |
| ------ | ------------------- | ------------ |
| Goud   | Pierre Bajart       | 31.53,8 (NR) |
| Zilver | Frans Van der Steen | 32.11,4      |
| Brons  | Felix Meskens       | 32.47,0      |

### 110 m horden/80 m horden
| rang   | atleet        | prestatie   |
| ------ | ------------- | ----------- |
| Goud   | Jules Bosmans | 15,4 s (NR) |
| Zilver | Emile Binet   | 16,0 s      |
| Brons  | Jef Lekens    | 16,6 s      |

| rang   | atlete | prestatie |
| ------ | ------ | --------- |
| Goud   |        |           |
| Zilver |        |           |
| Brons  |        |           |

### 200 m horden
| rang   | atleet            | prestatie   |
| ------ | ----------------- | ----------- |
| Goud   | Henri Regemeutter | 25,9 s (NR) |
| Zilver | Jef Lekens        | 27,0 s      |
| Brons  | Van Aken          | 28,1 s      |

### 400 m horden
| rang   | atleet            | prestatie |
| ------ | ----------------- | --------- |
| Goud   | Jules Bosmans     | 56,4 s    |
| Zilver | Henri Regemeutter | 57,1 s    |
| Brons  | Starquit          |           |

### 3000 m steeple
| rang   | atleet          | prestatie |
| ------ | --------------- | --------- |
| Goud   | Oscar Van Rumst | 9.52,4    |
| Zilver | Van Audenaerde  | 10.00,8   |
| Brons  | Aerts           |           |

### Verspringen
| rang   | atleet         | prestatie |
| ------ | -------------- | --------- |
| Goud   | Emile Binet    | 6,725 m   |
| Zilver | René De Vilder | 6,58 m    |
| Brons  | Louis Delaet   | 6,37 m    |

| rang   | atlete            | prestatie |
| ------ | ----------------- | --------- |
| Goud   | Catherine Stevens | 4,66 m    |
| Zilver | Anna Van Rossum   | 4,52 m    |
| Brons  | Jeanne Pousset    | 4,36 m    |

### Hink-stap-springen
| rang   | atleet         | prestatie |
| ------ | -------------- | --------- |
| Goud   | René De Vilder | 12,85 m   |
| Zilver | Fred Zinner    | 12,48 m   |
| Brons  | Emile Binet    | 12,15 m   |

### Hoogspringen
| rang   | atleet            | prestatie |
| ------ | ----------------- | --------- |
| Goud   | François Chartier | 1,75 m    |
| Zilver | Adhemar Delcoigne | 1,70 m    |
| Brons  | Maurice Couraux   | 1,65 m    |

| rang   | atlete            | prestatie |
| ------ | ----------------- | --------- |
| Goud   | Catherine Stevens | 1,45 m    |
| Zilver | Lucie Petit       | 1,25 m    |
| Brons  | '                 |           |

### Polsstokhoogspringen
| rang   | atleet            | prestatie |
| ------ | ----------------- | --------- |
| Goud   | Maurice Boulanger | 3,40 m    |
| Zilver | Jean Noirhomme    | 3,40 m    |
| Brons  | Pierre Leemans    | 3,30 m    |

### Kogelstoten
| rang   | atleet            | prestatie |
| ------ | ----------------- | --------- |
| Goud   | René Vande Voorde | 13,08 m   |
| Zilver | Auguste Vos       | 12,87 m   |
| Brons  | Louis Limpens     | 12,02 m   |

| rang   | atlete          | prestatie |
| ------ | --------------- | --------- |
| Goud   | Anna Van Rossum | 8,65 m    |
| Zilver | Lucie Petit     | 8,54 m    |
| Brons  | Rachel Donvil   | 8,02 m    |

### Discuswerpen
| rang   | atleet            | prestatie |
| ------ | ----------------- | --------- |
| Goud   | Auguste Vos       | 41,01 m   |
| Zilver | René Vande Voorde | 38,61 m   |
| Brons  | Fred Zinner       | 36,28 m   |

| rang   | atlete      | prestatie |
| ------ | ----------- | --------- |
| Goud   | José Paques | 24,55 m   |
| Zilver | Lucie Petit | 24,28 m   |
| Brons  | Kahn        | 21,99 m   |

### Speerwerpen
| rang   | atleet           | prestatie |
| ------ | ---------------- | --------- |
| Goud   | Hector Herremans | 55,67 m   |
| Zilver | Jules Herremans  | 54,99 m   |
| Brons  | Arthur Fontaine  | 52,48 m   |

| rang   | atlete              | prestatie |
| ------ | ------------------- | --------- |
| Goud   | Jeanne van Kesteren | 33,28 m   |
| Zilver | Catherine Stevens   | 23,64 m   |
| Brons  | M. Schuyt           | 22,77 m   |

1889 · 
1890 · 
1891 · 
1892 · 
1893 · 
1894 · 
1895 · 
1896 · 
1897 · 
1898 · 
1899 · 
1900 · 
1901 · 
1902 · 
1903 · 
1904 · 
1905 · 
1906 ·
1907 ·
1908 · 
1909 · 
1910 · 
1911 · 
1912 · 
1913 · 
1914 · 
1919 · 
1920 · 
1921 · 
1922 · 
1923 · 
1924 · 
1925 · 
1926 · 
1927 · 
1928 · 
1929 · 
1930 · 
1931 · 
1932 · 
1933 · 
1934 · 
1935 · 
1936 · 
1937 · 
1938 · 
1939 · 
1940 · 
1941 · 
1942 · 
1943 · 
1944 · 
1945 · 
1946 · 
1947 · 
1948 · 
1949 · 
1950 · 
1951 · 
1952 · 
1953 · 
1954 · 
1955 · 
1956 · 
1957 · 
1958 · 
1959 · 
1960 · 
1961 · 
1962 · 
1963 · 
1964 · 
1965 · 
1966 · 
1967 · 
1968 · 
1969 · 
1970 · 
1971 · 
1972 · 
1973 · 
1974 · 
1975 · 
1976 · 
1977 · 
1978 · 
1979 · 
1980 · 
1981 · 
1982 · 
1983 · 
1984 · 
1985 · 
1986 · 
1987 · 
1988 · 
1989 · 
1990 · 
1991 · 
1992 · 
1993 · 
1994 ·
1995 · 
1996 · 
1997 · 
1998 · 
1999 · 
2000 · 
2001 · 
2002 · 
2003 · 
2004 · 
2005 · 
2006 · 
2007 · 
2008 · 
2009 · 
2010 · 
2011 · 
2012 · 
2013 · 
2014 · 
2015 · 
2016 · 
2017 · 
2018 · 
2019 · 
2020 · 
2021 · 
2022 · 
2023 · 
2024